# Zdeněk Škromach
Zdeněk Škromach (ur. 31 grudnia 1956 w Hodonínie) – czeski polityk i inżynier, parlamentarzysta, wiceprzewodniczący Czeskiej Partii Socjaldemokratycznej, od 2002 do 2006 minister pracy i spraw socjalnych, w latach 2004–2006 również wicepremier.

## Życiorys
Po ukończeniu szkoły średniej pracował w przedsiębiorstwach energetycznych w Hodonínie. W latach 1982–1989 był członkiem Komunistycznej Partii Czechosłowacji. W 1991 ukończył studia na wydziale elektrotechniki wyższej szkoły technicznej VUT w Brnie. W latach 90. był etatowym działaczem związkowym. Od 1995 członek Czeskiej Partii Socjaldemokratycznej, w latach 1997–2000, 2001–2005 i 2006–2013 pełnił funkcję wiceprzewodniczącego partii.
W 1996 po raz pierwszy uzyskał mandat deputowanego do Izby Poselskiej z kraju południowomorawskiego. Z powodzeniem ubiegał się o reelekcję w wyborach w 1998, 2002, 2006 i 2010.
W latach 2000–2001 był przewodniczącym klubu poselskiego ČSSD. Od lipca 2002 do sierpnia 2006 sprawował urząd ministra pracy i spraw socjalnych w rządach Vladimíra Špidli, Stanislava Grossa i Jiříego Paroubka. W drugim z tych gabinetów od sierpnia 2004 do kwietnia 2005 był jednocześnie pierwszym wicepremierem. W trzecim z nich od kwietnia 2005 do września 2006 sprawował również rząd wicepremiera, a od października do listopada 2005 dodatkowo czasowo pełnił obowiązki ministra zdrowia.
W 2010 odszedł z Izby Poselskiej w związku z wyborem w skład Senatu. Został następnie jego wiceprzewodniczącym. W 2014 wszedł także w skład rady gminy Rohatec, po czym powołano go w skład zarządu tej miejscowości. Dwa lata później bez powodzenia ubiegał się o reelekcję do Senatu, tym samym po 20 latach stracił miejsce w parlamencie.